# Массовые беспорядки в Краснодаре (1961)
Ма́ссовые беспоря́дки в Краснода́ре — массовые волнения в городе Краснодар 15—16 января 1961 года.

## Причины волнений
В 1961 году руководителем СССР являлся Н. С. Хрущёв. Его экстравагантные поступки и поспешные реформы вызывали недовольство у части населения государства.
Особенно недовольны были жители южных районов страны. Экономические трудности больно ударили по этим регионам, являвшимся прежде всего аграрными. Помимо этого, Хрущёв провёл массовое сокращение армии, которое привело к тому, что бывшие офицеры оказались без работы. Недовольны новой властью были также многие другие слои общества.

## Ход волнений
Поводом к беспорядкам послужил случай на колхозном рынке Краснодара 15 января 1961 года. Самовольно отлучившийся из части рядовой Грень продавал на рынке сапоги и шапку, украденные с военного склада. Как позже выяснилось, солдат просто хотел есть. Греня арестовал военный патруль, но вокруг мгновенно образовалась толпа сочувствующих. Они требовали отпустить солдата. Патрульные обратились к дружинникам, которые проходили рядом, с просьбой помочь отвести солдата в военную комендатуру, что они и сделали. Однако толпа не успокоилась и пошла следом за патрулём. С целью успокоить митингующих было решено отпустить подставного милиционера вместо рядового Греня, но подставной был распознан и спасся бегством. В толпе раздались призывы взять штурмом комендатуру и освободить настоящего солдата. Часовой открыл предупредительный огонь, пуля отразилась от навеса попала в голову ученику десятого класса одной из средних школ Краснодара, который погиб на месте. Толпа временно отхлынула, но вскоре зачинщики решили пойти громить краевой комитет КПСС.
Тело убитого подростка повстанцы погрузили на носилки и отправились к зданию крайкома. Окровавленную одежду убитого повесили на палку в качестве символического «знамени». Распевая революционные песни,[уточнить] толпа двинулась по Красной улице, главной в Краснодаре.
Когда толпа дошла до здания крайкома КПСС, около здания начался стихийный митинг. Открыто звучали политические лозунги и призывы.[уточнить] Ранее бунтовщиками руководили в основном хулиганствующие элементы и бывшие уголовники. На этот раз слово взяли обычные люди, в частности, 49-летний бывший майор Николай Малышев, уволенный в запас по хрущёвскому сокращению армии и ставший чернорабочим. Он обвинил во всём случившемся новую (хрущёвскую) власть и потребовал назначить семье убитого подростка пенсию за государственный счёт. Также против действующей власти активно выступил крестьянин-рыболов, который пришёл на рынок продавать свой улов (отобранный дружинниками за нелегальную торговлю)[уточнить].
Вскоре участники беспорядков устремились внутрь здания крайкома КПСС. Они грабили кабинеты и ломали то, что не могли унести. Немногочисленные сотрудники, находившиеся в тот момент в здании, выпрыгивали из окон, ломая ноги. Писатель Владимир Рунов впоследствии рассказывал:
…Мимо меня, я помню, протащили какие-то две тётки свёрнутую напольную дорожку, тащили машинки пишущие, в общем, всё, что под руки попадалось…
Несколько человек проникли в кабинет первого секретаря краевого комитета КПСС Георгия Воробьёва и по телефону правительственной связи потребовали к телефону лично Хрущёва. Майор КГБ, находившийся у аппарата, отказался предоставить связь бунтовщикам. В это время Хрущёв находился на пленуме ЦК КПСС, где как раз рассказывал об улучшении уровня жизни советских граждан. Услышанная новость о бунте в центре СССР привела его в ярость. Он потребовал подавить беспорядки всеми имеющимися средствами.
Среди бунтовщиков стали появляться одетые в штатское сотрудники КГБ СССР, которые фиксировали основных зачинщиков беспорядков. К тому моменту на площади перед зданием крайкома находилось более 2 тысяч человек. С наступлением темноты бунтовщики стали расходиться. По городу были расклеены листовки, в которых говорилось о «советском капитализме», «баснях Хрущёва и его сообщников». Автором листовок оказался бывший советский офицер Владимир Горлопанов, пострадавший от сокращения армии Хрущёвым.
На следующий день, 16 января, из Москвы прилетел первый секретарь Краснодарского горкома Александр Качанов, который хотел лично выслушать свидетелей. Бунтовщики вновь начали собираться. Глава города вышел на балкон военной комендатуры, где в тот момент он находился, и попытался призвать людей к порядку. В Качанова полетели булыжники, и он, избежав травм, был вынужден ретироваться. Со временем бунтовщики вновь разошлись сами. Кровопролития удалось избежать.

## Аресты, следствие и суд
В конце января 1961 года по Краснодару прошли массовые аресты, однако обвинение было предъявлено лишь наиболее активным участникам волнений.
Всего за участие в массовых беспорядках в Краснодаре были привлечены к уголовной ответственности 15 человек.

## Итоги волнений
В результате беспорядков погиб школьник, случайно убитый часовым военной комендатуры. 39 человек получили ранения, городу был нанесён значительный материальный ущерб.
Министр охраны общественного порядка РСФСР Вадим Тикунов приезжал в Краснодар для проведения чисток в рядах правоохранительных органов, допустивших беспорядки. Были сняты со своих постов начальник ГУВД, его заместители, начальники следственного и других отделов прокуратуры.